# Pegboy
Pegboy is een Amerikaanse punkband afkomstig uit Chicago, Illinois met een relatief vrij grote cult-aanhang. De band heeft tot op heden drie studioalbums, twee ep's en twee singles (waarvan een splitalbum met de band Kepone) laten uitgeven.

## Geschiedenis
De band is opgericht in 1990 door John Haggerty (voormalig gitarist van Naked Raygun) samen met zijn broer Joe Haggerty (voormalig drummer van The Effigies), Larry Damore (zang en gitaar), en Steve Saylors (basgitaar). Damore en Saylors zijn beiden voormalige leden van de hardcorepunkband Bhopal Stiffs. De eerste uitgave van Pegboy, de ep Three-Chord Monte, werd uitgegeven in 1990 via het kleine platenlabel Quarterstick Records, een sublabel van Touch and Go Records. Steve Saylors verliet de band in 1992 en werd vervangen door Steve Albini (eveneens van Naked Raygun), die basgitaar speelde op de ep Fore (1993). Albini werd uiteindelijk vervangen door bassist Pierre Kezdy in 1994. Na de reformatie van Naked Raygun werd Kedzy vervangen door Mike Thompson.

## Leden
| Huidige leden - Larry Damore - zang, gitaar (1990-heden) - Joe Haggerty - drums (1990-heden) - John Haggerty - gitaar (1990-heden) - Herb Rosen - basgitaar (2022-heden) | Voormalige leden - Steve Saylors - basgitaar (1990-1992) - J. Robbins - basgitaar (1992) - Steve Albini - basgitaar (1993) - Pierre Kezdy - basgitaar (1994-2007) - "Skinny" Mike Thompson - basgitaar (2007-2022) |

## Discografie
Studioalbums
- Strong Reaction (1991)
- Earwig (1994)
- Cha Cha Damore (1997)

Ep's
- Three-Chord Monte (1990)
- Fore (1993)

Singles
- Field of Darkness/Walk on By (1991)
- Dangermare/The Ghost (split met Kepone, 1996)